# 曹依秀
曹依秀（1892年—1970年），原名曹佬秀，女，阿昌族，云南梁河人，中国捕鼠专家，曾任中华人民共和国科学技术协会全国委员会委员，第三、四届全国政协委员。